# Farway
Farway – wieś i civil parish w Anglii, w Devon, w dystrykcie East Devon. W 2011 civil parish liczyła 244 mieszkańców. Farway jest wspomniana w Domesday Book (1086) jako Farewei/Fareweia.